# Віссахен
Віссахен (нім. Wyssachen) — громада  в Швейцарії в кантоні Берн, адміністративний округ Верхнє Ааргау.

## Географія
Громада розташована на відстані близько 33 км на північний схід від Берна.
Віссахен має площу 11,7 км², з яких на 6,7% дозволяється будівництво (житлове та будівництво доріг), 70,4% використовуються в сільськогосподарських цілях, 22,5% зайнято лісами, 0,3% не є продуктивними (річки, льодовики або гори).

## Демографія
2019 року в громаді мешкало 1108 осіб (-4,9% порівняно з 2010 роком), іноземців було 4,8%. Густота населення становила 95 осіб/км².
За віковим діапазоном населення розподілялося таким чином: 21,7% — особи молодші 20 років, 57,4% — особи у віці 20—64 років, 20,9% — особи у віці 65 років та старші. Було 464 помешкань (у середньому 2,3 особи в помешканні).
Із загальної кількості 518 працюючих 150 було зайнятих в первинному секторі, 211 — в обробній промисловості, 157 — в галузі послуг.